# Jan de Winter (producent)
Jan de Winter was een programmamaker bij de radiozender AVRO en vervolgens producer en programmaleider bij verschillende muziekmuzieklabels.

## Biografie
De Amsterdammer Jan de Winter begon zijn loopbaan rond 1946 bij de AVRO-radio. Hier maakte hij programma's, zoals af en toe het variétéprogramma De bonte dinsdagavondtrein. Om de twee weken produceerde hij het theaterprogramma Radioscoop dat werd afgesloten met een hoofdfilm. Hij had verder de verantwoording voor muziek bij Plakboeken, Hallo Amerika en Contact. Van 1950 tot 1956 was hij chef lichte muziek. Ook presenteerde hij af en toe AVRO's-Jazzsociëteit.
Vervolgens werd hij producer en programmaleider bij de platenmaatschappij Phonogram en had hij de verantwoording over de labels Decca en Fontana. De laatste was nog maar net operationeel. Hij werkte hier met Bert Schouten en Rine Geveke en produceerde voor artiesten als de Firebirds, The Four Sweeters Skiffle, The Fouryo's (Dans nog eenmaal met mij), René and The Alligators, Rein de Vries, The Young Sisters en Jack en Woody (Paulette).
Eind jaren zestig vertrok hij naar een muziekuitgeverij. Vervolgens ging hij aan het werk voor Strengholt Holding (Chappell Music).